# Poroszló (foglalkozás)
A poroszló az ügyintézés szóbelisége idején hatósági személyt és közhitelű tanút jelölt egy személyben. Rendszerint világi személy volt. Törvényszolgaként működött és ő fogta el a hatóság által kijelölt egyéneket is.

## A poroszló szerepe
A „poroszló” szó a délszlávon keresztül került a magyar nyelvbe (pristav; a latin pristaldus ~ a magyar poroszló), jelentése: olyan személy, aki valamilyen hivatalos aktusnál jelen van, és annak megtörténtét hitelt érdemlően tanúsítani is tudja. Esetleges hibájáért földbirtokával kellett jótállnia. Az ügyintézés szóbelisége tette szükségessé ezt a tanúi szerepet. Nullum iudicium sine pristaldo, azaz nincs ítélet poroszló nélkül: a peres eljárás minden szakaszában szerephez jutott. A törvényszék elé idézte a feleket a bíró billogával. Ha a bizonyításhoz eskütételre vagy éppen istenítéletre volt szükség, ő kísérte a feleket az adott egyházi intézményhez, és vissza a bíróhoz. Ezután beszámolt a történtekről. Az ítélet végrehajtásában is részt kellett vennie, a poroszló iktatta be a pernyertes felet a vitás föld birtokába, ő jelölte meg szükség estén a föld határait. (A poroszló népetimológiás magyarítása, a pörosztó/perosztó forma jól mutatja, mit tartott a közvélemény a hivatal lényegéről.)
A poroszlók tekintélye azonban mindinkább megrendült. Az 1231. évi dekrétum után a poroszlók már nem működhettek önállóan. A hiteleshelyek  egy egyházi személyt rendeltek ki, akinek a jelenlétében láthatta csak el a poroszló a feladatát. Tevékenységéről azután a hiteleshely oklevelet állított ki, amely a poroszló nevét is rögzítette.